# Bill Parker
William "Bill" Lee Parker Jr. (9 de septiembre de 1911 - 31 de enero de 1963) fue un guionista de comic-books y editor estadounidense, cuya contribución más importante fue la creación del Capitán Marvel, en 1939.
Cursó estudios en la Ivy League (en la Universidad de Princeton) y trabajó en el New York Herald Tribune antes de recabar en la poderosa editorial Fawcett Publications en 1937, como editor de la revista Movie Story Magazine. Una vez incorporado a Fawcett, cuando en 1939 la editorial decidió abrirse al campo del comic-book, fue quien recibió el encargo de llevar adelante este proyecto. Bill Parker concretaría esta línea con la creación de varios de los personajes que en este campo publicaría Fawcett, como Ibis the Invincible, Spy-Smasher, Bulletman y Bulletgirl o Golden Arrow, pero sobre todo, junto al dibujante C. C. Beck, el que sería el personaje más famoso y exitoso de Fawcett Publications, el Capitán Marvel,cuya primera aparición tendría lugar en Whiz Comics #2, en diciembre de 1939.
Miembro de la Guardia Nacional, la colaboración de Bill Parker en las aventuras del Capitán Marvel en particular y del comic-book en general, se truncaría con su reclutamiento por el ejército para combatir en la Segunda Guerra Mundial durante 1943, siendo destinado al frente del Pacífico, en Filipinas y donde alcanzará el grado militar de Mayor.
Su reincorporación al mundo editorial en 1945 le alejaría de forma definitiva de los comic-books, retornando a labores de edición, primero de la revista Today's Woman, y posteriormente y hasta su fallecimiento, de la revista Mechanix Illustrated. Falleció en 1963, siendo sobrevivido por su esposa, Elizabeht Henning. Está enterrado en el Arlington National Cemetery, en Virginia.
- Benton, M., Superhero Comics of the Golden Age: The Illustrated History (Taylor History of Comics S. 4) Taylor Publishing, 1992.
- Hamerlinck, P. C. (ed.), Fawcett Companion. The Best of FCA, TwoMorrows Publishing, 2001.
- Thomas, R., (ed.), The Alter Ego Collection, vol. 1, TwoMorrows Publishing, 2006.
- Cremins, B., Captain Marvel and the Art of Nostalgia, University Press of Mississippi, 2017.